# 哈里斯縣 (喬治亞州)
哈里斯縣（英語：Harris County）是位於美國喬治亞州西部的一個縣，西鄰亞拉巴馬州。面積1,225平方公里。根據美國2000年人口普查，共有人口23,695人。縣治漢彌爾頓。
成立於1827年12月14日。縣名紀念律師、薩凡納市長，查爾斯·哈里斯（Charles Harris）。